# 5280 Andrewbecker
5280 Andrewbecker è un asteroide della fascia principale. Scoperto nel 1988, presenta un'orbita caratterizzata da un semiasse maggiore pari a 2,5869451 UA e da un'eccentricità di 0,2091300, inclinata di 12,87701° rispetto all'eclittica.
L'asteroide è dedicato all'astronomo statunitense Andrew C. Becker.